# Rap Devil
«Rap Devil» (с англ. — «Рэп-дьявол»; стилизован под заглавные буквы) — дисс-трек американского рэпера Machine Gun Kelly, направленный против американского рэпера Эминема. Песня была спродюсирована Ronny J и Nils. Он был выпущен 3 сентября 2018 года Bad Boy Records и Interscope Records в качестве сингла со второго мини-альбома MGK. Название песни-это отсылка на песню Эминема «Rap God». Он достиг 13-го места в чарте Billboard Hot 100 singles в Соединенных Штатах.

## Предпосылки
В 2012 году Machine Gun Kelly написал в твиттере о дочери Эминема, Хейли Джейд Мазерс: «хорошо, я только что видел фотографию дочери Эминема... и я должен сказать, что она чертовски горячая, в самом уважительном смысле, потому что Эм-король». Хейли в то время было 16, а MGK — 22. В интервью в 2015 году MGK сказал о твите: «Я сказал: „она красива, но при всем уважении. Эминем — король“. А что в этом плохого? Есть ли разница в возрасте 15 лет, мне был 21 год, чувак». В интервью 2018 года MGK сказал, что он не знал возраста Хейли и отреагировал, увидев заголовок, в котором говорилось, что она уже взрослая. MGK утверждал, что несколько лет назад, хотя он и не говорил с Эминемом напрямую, но всё же поговорил с менеджером Эминема и согласился удалить твит. Machine Gun утверждал, что Эминем запретил ему ходить на радиостанцию Shade 45, принадлежащую Эминему. MGK также сотрудничал над песней с Tech N9ne и якобы посылал подсознательные оскорбления в адрес Эминема. 31 августа 2018 года Эминем выпустил  альбом Kamikaze. В котором он оскорбил нескольких исполнителей на нескольких дисс-треках, включая песню «Not Alike», где он оскорбил MGK.

## Ответ
Эминем выпустил ответный дисс-трек «Killshot», 14 сентября 2018 года. Его официальное аудио на YouTube имеет 493 миллиона просмотров (по состоянию на апрель 2025 года).

## Клип
Музыкальное видео Rap Devil имеет 389 миллионов просмотров и 3,4 миллиона лайков, по состоянию на апрель 2025 года.

## Творческая группа
Информация взята из Tidal.
- Machine Gun Kelly – голос, запись, текст
- Ronny J – продюсирование
- Nils – продюсирование
- Steve «Rock Star» Dickey – миксинг
- Tony Dawsey – мастеринг

## Чарты
| Чарт (2018)                           | Высшая позиция |
| ------------------------------------- | -------------- |
| Австралия (ARIA)                      | 45             |
| Канада (Billboard Canadian Hot 100)   | 9              |
| Ирландия (IRMA)                       | 11             |
| Новая Зеландия (Recorded Music NZ)    | 24             |
| Шотландия (OCC Scotland)              | 21             |
| Швеция (Sverigetopplistan)            | 82             |
| Великобритания (OCC UK Singles)       | 15             |
| Великобритания (OCC UK Hip Hop/R&B)   | 9              |
| США (Billboard Hot 100)               | 13             |
| США (Billboard Hot R&B/Hip-Hop Songs) | 10             |
| США (Billboard Hot Rap Songs)         | 9              |